# 吉川愛
吉川 愛（よしかわ あい、1999年〈平成11年〉10月28日 - ）は、日本の女優、ファッションモデル。本名および旧芸名、吉田 里琴（よしだ りこ）。東京都葛飾区出身。研音所属。本名名義で活動した後、2016年4月に一時芸能界を引退したが、2017年4月に現芸名へ改名し復帰。

## 経歴
3歳で芸能界入り、5歳の時にコカ・コーラ「爽健美茶」のCMでデビュー。子役として多くの作品に出演。
2016年4月1日、学業に専念することを理由として芸能活動を停止し、引退を発表した。
一時引退後は「勉強に専念し、芸能界の仕事には一切の未練もない」として学業に専念し、パンが大好きなのでパン店でのアルバイト店員も経験するなど一般の女子高生として日々の生活を送っていたが、研音のスタッフからスカウトされたことをきっかけに未練に気付き女優業復帰を決意した。スカウトした研音のスタッフは元子役の吉田里琴と知らずにスカウトしたという。
2017年4月1日、本名と同じ吉田里琴から吉川愛に芸名を変更し、研音所属俳優として心機一転の再デビューを果たした。復帰第1作は同年7月期日曜ドラマ『愛してたって、秘密はある。』（日本テレビ）。
2019年1月期火曜ドラマ『初めて恋をした日に読む話』（TBSテレビ）や2020年1月期火曜ドラマ『恋はつづくよどこまでも』（TBSテレビ）で主人公の恋のライバル役を演じ、話題になった。
2021年3月公開のディズニーアニメ映画『ラーヤと龍の王国』の主役・ラーヤの吹き替えで声優としてアフレコに初挑戦。
同年4月期木曜ドラマF『カラフラブル～ジェンダーレス男子に愛されています。～』（読売テレビ・日本テレビ）で連続ドラマ初主演。同年7月9日公開の映画『ハニーレモンソーダ』（松竹）でヒロイン・石森羽花役を演じて、第45回日本アカデミー賞新人俳優賞を受賞。

## 人物
- 憧れる女優として二階堂ふみ[17]、大好きな女優として同じ事務所の天海祐希[18]を挙げている。天海とは2019年にテレビドラマ『緊急取調室』で共演し[18]、2023年秋の舞台『レイディマクベス』で再共演する[19]。
- 同じ事務所の桜田ひよりと仲が良く[17]、お互いのInstagramで誕生日を祝いあったりしている。『明日、私は誰かのカノジョ』season1で共演した元＝LOVEのメンバー・齊藤なぎさとも仲が良く、一緒に東京ディズニーシーに行ったことを報告している。
- TWICEのファンである。2023年からは、ファンであることを公開し自身のInstagramにオタ活を多く載せている[20]。

## 出演（吉田里琴名義）

### テレビドラマ（吉田里琴名義）
- 対岸の彼女（2006年1月15日、WOWOW） - 田中あかり 役
- みこん六姉妹（2006年10月2日 - 11月24日、TBS） - 寿美海 役
  - みこん六姉妹2（2008年3月 - 5月、TBS）
- しにがみのバラッド。（2007年1月 - 3月、テレビ東京） - 仕え魔ダニエル 役
- 花嫁とパパ 第1話、第11話（2007年4月10日・6月19日、フジテレビ） - 宇崎愛子（幼少） 役
- 山田太郎ものがたり（2007年7月 - 9月、TBS） - 山田五子 役
- 輪違屋糸里〜女たちの新撰組〜（2007年9月9日・10日、TBS） - おいと 役
- ホタルノヒカリ（2007年7月 - 9月、日本テレビ） - 雨宮蛍（幼少） 役
- おせん 第5話（2008年5月20日、日本テレビ） - ユリ 役
- Tomorrow〜陽はまたのぼる〜 第1話（2008年7月6日、TBS） - 田中七海（幼少） 役
- 正義の味方 第1話（2008年7月9日、日本テレビ） - 中田槇子（幼少） 役
- オー!マイ・ガール!!（2008年10月14日 - 12月9日、日本テレビ） - 桜井杏（山下杏）役
- メイちゃんの執事（2009年1月13日 - 3月17日、フジテレビ） - 麻々原みるく 役
- 水戸黄門（TBS）
  - 第40部 第10話「赤い恐怖! 心の叫び -久保田-」（2009年10月12日） - おさと 役
  - 第43部 第7話「家族愛にまさる宝なし -藤枝-」（2011年8月15日） - お里 役
- ギネ 産婦人科の女たち（2009年10月 - 12月、日本テレビ） - 徳本優美 役
- 坂の上の雲（2009年 - 2011年、NHK） - 正岡律（少女期） 役
- ハガネの女 season1（2010年5月 - 7月、テレビ朝日） - 菊田真理衣 役
  - ハガネの女 season2 第1話〜第2話、第8話〜第9話（2011年4月 - 6月、テレビ朝日） - 菊田真理衣 役
- 霊能力者 小田霧響子の嘘 第2話（2010年10月17日、テレビ朝日） - 菊田紗代 役
- パーフェクト・リポート 第5話（2010年11月14日、フジテレビ） - 鈴木レナ 役
- 京都地検の女 第7シリーズ 第7話（2011年9月1日、テレビ朝日） - 岡崎葵 役
- 運命の人 最終話（2012年3月18日、TBS） - 少女 役
- 家族のうた 第4話（2012年5月6日、フジテレビ） - 桜木陽菜 役
- リーガル・ハイ 第8話（2012年6月5日、フジテレビ） - 安永メイ 役
- ビューティフルレイン（2012年7月 - 9月、フジテレビ） - 松山菜子 役
- レジデント〜5人の研修医 第3話（2012年11月1日、TBS） - 斉藤マヤ 役
- 夜行観覧車（2013年1月 - 3月、TBS） - 村田志保 役
- リアル鬼ごっこ THE ORIGIN（2013年4月16日、千葉テレビ他） 佐藤恭子 役
- 連続テレビ小説 あまちゃん（2013年4月1日 - 9月23日、NHK） - 高幡アリサ 役
- 潜入探偵トカゲ 第2話（2013年4月25日、TBS） - 志田花音 役
- 家庭教師が解く!〜殺人方程式の推理ドリル〜（2013年5月20日、TBS） - 松尾絵里 役
- 海の上の診療所 第8話（2013年12月2日、フジテレビ） - 白井美和 役
- 花咲くあした（2014年1月 - 2月、NHK BSプレミアム） - 花咲朝（中学時代） 役
- 三匹のおっさん〜正義の味方、見参!!〜 第4話（2014年2月7日、テレビ東京） - 新垣美和 役
- 福家警部補の挨拶 第10話（2014年3月18日、フジテレビ） - 菅村比奈 役
- 東京特許許可局 第1話（2014年4月7日、NHK Eテレ） - 佐々山綾子 役
- ホワイト・ラボ〜警視庁特別科学捜査班〜 第4話（2014年5月5日、TBS） - 牧野ゆい 役
- 魔法★男子チェリーズ（2014年6月 - 9月、テレビ東京） - 伝法寺ユキ 役[21]
- 同窓生〜人は、三度、恋をする〜（2014年7月10日 - 9月11日、TBS） - 石井あけひ 役
- ラスト・ドクター〜監察医アキタの検死報告〜 第8話（2014年9月5日、テレビ東京） - 山下真由子 役
- 美しき罠〜残花繚乱〜（2015年1月 - 3月、TBS） - 柏木美羽 役
- 南くんの恋人〜my little lover（2015年11月10日 - 2016年2月2日、フジテレビ） - 堀切明日香 役
- トランジットガールズ（2015年11月7日 - 12月26日、フジテレビ） - 門脇未來 役
- 世にも奇妙な物語 25周年!秋の2週連続SP～映画監督編～「×（バツ）」（2015年11月28日、フジテレビ） - 初野はづき 役[22]
- 検察事務官 黒ユリ（2016年2月22日、TBS） - 黒坂沙也香 役[22]

### インターネットドラマ（吉田里琴名義）
- 神児遊助のげんきのでる恋 第4話（2009年9月1日、BeeTV） - 里子 役

### 映画（吉田里琴名義）
- 花田少年史 幽霊と秘密のトンネル（2006年） - 香取聖子（幼少期）役
- さくらん（2007年） - にほひ 役
- 映画 クロサギ（2008年） - 桶川桃花 役
- あの空をおぼえてる（2008年） - 深沢絵里奈 役
- 映画 ひみつのアッコちゃん（2012年） - 加賀美あつ子（10歳）役
- ルームメイト（2013年） - 萩尾春海（少女） 役

### 舞台（吉田里琴名義）
- 雨と夢のあとに（2013年、演劇集団キャラメルボックス） - 桜井雨 役

### CM（吉田里琴名義）
- コカコーラ 爽健美茶（2005年4月 - 1クール）
- ヤマハ（2005年 - 2007年）
- マクドナルド ハッピーセット（2005年8月 - 9月・2007年4月 - 5月）
- バンダイ キャラでこバースデー（2006年4月 - 10月）
- リニアテクノロジー 企業広告スチール（2006年12月 - 2008年8月）
- 三菱自動車工業 デリカD:5「頼れる走り篇」「でっかい青空篇」（2007年2月 - 7月）
- ジョンソン・エンド・ジョンソン キズパワーパッド（2007年3月 - 2008年）
- Panasonic 企業広告 エコアイディア エコのものづくり（2007年5月 - 11月）
- スリーオクロック ニンテンドーDS用ソフト ハローキティのおしゃれパーティ サンリオキャラクターずかんDS（2007年6月 - 8月）

## 出演
主演作品の役名は太字で表示

### テレビドラマ
- 愛してたって、秘密はある。（2017年7月16日 - 9月17日、日本テレビ） - 浦西果凛 役[23]
- 相棒 season16 第15話「事故物件」（2018年2月7日、テレビ朝日） - 矢部唯香 役[22]
- 崖っぷちホテル! 第2話（2018年4月22日、日本テレビ） - 但馬茜 役[22]
- シグナル 長期未解決事件捜査班 第5話・第6話（2018年5月8日・5月15日、関西テレビ・フジテレビ） - 工藤和美 役[22]
- 家政夫のミタゾノ 第2シーズン 第4話（2018年5月11日、テレビ朝日） - 山脇由香里 役[22]
- 内田康夫サスペンス 新・浅見光彦シリーズ 「平家伝説殺人事件」（2018年5月21日、TBS） - ヒロイン・稲田佐和 役[24]
- 初めて恋をした日に読む話（2019年1月15日 - 3月19日、TBS） - 江藤美香 役[25]
- 緊急取調室 3rd SEASON 第1話・第9話・最終話（2019年4月11日・6月13日・20日、テレビ朝日） - 北山未亜 役[26]
- アガサ・クリスティ ドラマスペシャル「予告殺人」（2019年4月14日、テレビ朝日） - 桃畑雉香 役[22]
- インハンド 第4話（2019年5月3日、TBS） - 源田恵奈 役[22]
- ボイス 110緊急司令室 第1話・第2話（2019年7月13日・20日、日本テレビ） - 萩原夏美 役[22]
- シャーロック 第6話（2019年11月11日、フジテレビ） - 高遠綾香 役[27]
  - シャーロック 特別編（2019年12月23日）
- 大河ドラマ いだてん〜東京オリムピック噺〜 第45話 - 最終話（2019年12月1日 - 15日、NHK） - 田畑あつ子 役[28]
- 義母と娘のブルース（TBS） - 桜向日葵 役
  - 2020年謹賀新年スペシャル（2020年1月2日）[22]
  - 2022年謹賀新年スペシャル（2022年1月2日）[29]
  - 2024年謹賀新年スペシャル（2024年1月2日）[30]
- 恋はつづくよどこまでも（2020年1月14日 - 3月17日、TBS） - 酒井結華 役[31]
- 世にも奇妙な物語 '20秋の特別編「アップデート家族」（2020年11月14日、フジテレビ） - ヒロイン・黒崎夏海 役[32]
- 連続テレビ小説 おちょやん 第21話 - 最終話（2021年1月4日 - 5月14日、NHK） - 宇野真理 役[33][34]
- 就活生日記（2021年1月11日 - 2月1日、NHK総合） - 主演・川村あかり 役[35]
- インフルエンス（2021年3月20日 - 4月17日、WOWOW） - 日野里子 役[36]
- カラフラブル～ジェンダーレス男子に愛されています。～（2021年4月1日 - 6月3日、読売テレビ） - 主演・町田和子 役[注 1][14]
- 今ここにある危機とぼくの好感度について（2021年4月24日 - 5月29日、NHK総合） - ユウナ 役[37]
- 古見さんは、コミュ症です。（2021年9月6日 - 11月1日、NHK総合） - 万場木留美子 役[38]
- ラジエーションハウスII〜放射線科の診断レポート〜 第8話（2021年11月22日、フジテレビ） - 花倉乃愛 役[39]
- ヒル（WOWOW） - ヒロイン・ゾーカ 役[40]
  - Season1（2022年3月4日 - 4月15日）
  - Season2（2022年4月15日 - 5月20日）
- 明日、私は誰かのカノジョ（毎日放送・TBS） - 白井雪 役
  - シーズン1（2022年4月13日 - 6月29日） - 主演[41]
  - シーズン2 第2話（2023年5月24日）
- 純愛ディソナンス（2022年7月14日 - 9月22日、フジテレビ） - ヒロイン・和泉冴 役[42][43]
- 早朝始発の殺風景 第1話・第2話・最終話（2022年11月4日・11日・12月9日、WOWOW） - 真田 役[44]
- やっぱそれ、よくないと思う。（2023年1月6日、テレビ朝日） - 主演・上新井田みどり 役[45]
- 忘恋剤（2023年3月30日、NHK総合） - 主演・相川葵 役[46]
- フィクサー Season1（2023年4月23日 - 5月21日、WOWOW） - 沼田由里 役[47][48]
- 真夏のシンデレラ（2023年7月10日 - 9月18日、フジテレビ） - 滝川愛梨 役[49]
- マルス-ゼロの革命-（2024年1月23日 - 3月19日、テレビ朝日） - ヒロイン・貴城香恋 役[50]
- 黄金の刻〜服部金太郎物語〜（2024年3月30日、テレビ朝日）  - 辻浪子（少女時代） 役[51]
- 街並み照らすヤツら（2024年4月27日 - 6月29日、日本テレビ） - 澤本絵里香 役[52]
- 降り積もれ孤独な死よ（2024年7月7日 - 9月8日、読売テレビ・日本テレビ） - ヒロイン・蓮水花音 役[53]
- マイダイアリー（2024年10月20日 - 12月22日、朝日放送テレビ・テレビ朝日） - 白石まひる 役[54]
- PJ 〜航空救難団〜（2025年4月24日 - 6月19日、テレビ朝日） - 乃木勇菜 役[55]

### インターネットドラマ
- しろときいろ〜ハワイと私のパンケーキ物語〜（2018年2月28日 - 、Amazon Prime Video） - 森野真奈 役[22]
- 純愛ディソナンス 転調〜空白の5年間〜（2022年8月18日 - 、TVer） - ヒロイン・和泉冴 役[56]
- Hulu U35クリエイターズ・チャレンジ「姉にヒュッゲを教えたい」（2023年4月配信、Hulu） - 主演・彩 役[57]
- みつめてそらして（2023年9月29日 - 、TikTok） - 主演 [58]
- 僕の愛しい妖怪ガールフレンド（2024年3月22日、Amazon Prime Video） - ヒロイン・イジー 役[59]

### 映画
- 虹色デイズ（2018年7月6日、松竹） - ヒロイン・小早川杏奈 役[60]
- 十二人の死にたい子どもたち（2019年1月25日、ワーナー・ブラザース映画） - 11番・マイ 役[61]
- ホットギミック ガールミーツボーイ（2019年6月28日、東映） - 瑠璃 役[62]
- 転がるビー玉（2020年2月7日、パルコ） - 主演・愛 役[注 2]
- のぼる小寺さん（2020年7月3日[注 3]、ビターズ・エンド） - 倉田梨乃 役[64]
- ハニーレモンソーダ（2021年7月9日、松竹） - ヒロイン・石森羽花 役[15]
- ALIVEHOON アライブフーン（2022年6月10日、イオンエンターテイメント） - ヒロイン・武藤夏実 役[65][66]。

### 舞台
- レイディマクベス（2023年10月1日 - 11月12日、よみうり大手町ホール / 11月16日 - 27日、京都劇場〈予定〉） - マクベス夫妻の娘 役[67]

### 吹き替え
映画
- ジュラシック・ワールド/復活の大地（2025年8月8日、東宝東和） - テレサ・デルガド 役（ルナ・ブレイズ）[68]

アニメ
- ラーヤと龍の王国（2021年3月5日、ウォルト・ディズニー・ジャパン） - 主演・ラーヤ 役[12][13]
- ウィッシュ（2023年12月15日、ウォルト・ディズニー・ジャパン）[69]
- ワンス・アポン・ア・スタジオ -100年の思い出-（2023年12月15日、ウォルト・ディズニー・ジャパン）

### CM
- マイナビ（2018年9月 - ） - 新田真剣佑と共演。3代目マイナビウエディングガール[70]
- 玉川衛材「フィッティマスク」（2020年 - ）
- 名糖産業「アルファベットチョコレート」「スティックメイト」（2021年 - ）[71]
- リクルート ホットペッパービューティー
  - 「ホットペッパービューティー学割 学生で良かった」篇（2021年12月13日 - ）[72]
  - 「ホットペッパービューティー学割 ある日ふたり。屋上」篇、「ホットペッパービューティー学割 ある日ふたり。教室」篇（2023年2月24日 - ）[73]
- はるやま商事 2022年 フレッシャーズ&就活フェア「大丈夫。いい春になる。レディス編」（2022年1月14日 - ）[74]
- ファイントゥデイ資生堂「シーブリーズ」（2022年3月24日 - ）[75]
- 福島日産自動車「梅のように」篇・「ふみ出す一歩を」篇（2022年7月22日 - ）[76]
- りそな銀行「春のまつりそな」（2025年3月21日 - ） - 道枝駿佑、山之内すずと共演[77]。
- アサヒビール「アサヒ ザ・ビタリスト」（2025年4月15日 - ） - 真田広之、二階堂ふみ、水上恒司と共演[78]。
- Century Games「Whiteout Survival」（2025年8月9日 - ） - 渡部篤郎と共演[79]。

### 広告
- はるやま商事 2022年 フレッシャーズ&就活フェア（2021年12月5日 - ） - イメージキャラクター[80]

## 書籍

### 写真集
- i（2018年2月17日、ワニブックス、撮影：Takeo Dec.）ISBN 978-4-8470-4996-5[81]
- off（2019年10月28日、ワニブックス、撮影：藤本薫）ISBN 978-4-8470-8238-2
- Neroli（2023年3月28日、ワニブックス、撮影：吉田崇）[82]。

## 受賞歴
2022年
- 第45回日本アカデミー賞 新人俳優賞（『ハニーレモンソーダ』）[16]

2024年
- 第27回日刊スポーツ・ドラマグランプリ 冬ドラマ 助演女優賞（『マルス-ゼロの革命-』）[83]